# Guinea en los Juegos Olímpicos de Tokio 2020
Guinea estuvo representada en los Juegos Olímpicos de Tokio 2020 por cinco deportistas, tres mujeres y dos hombres, que compitieron en cuatro deportes. El equipo olímpico guineano no obtuvo ninguna medalla en estos Juegos.